# Список экорегионов Южного Судана
Ниже приведен список экорегионов в Южном Судане, о чем свидетельствует Всемирный Фонд дикой природы (ВФП).

## Наземные экорегионы
по основным типам местообитаний

### Пустыни и засухоустойчивые кустарники
- Масайские ксерические кустарники и луга

### Тропические и субтропические влажные широколистные леса
- Восточно-африканские горные леса

### Тропические и субтропические луга, саванны и кустарники
- Восточные Суданские саванны
- Лесная саванна бассейна Виктории
- Лесная саванна Северного Конго
- Сахельская акациевая саванна
- Северные чащи и кустарниковые заросли акации и коммифоры

### Затопляемые луга и саванны
- Сахарские затопленные луга